# Critics' Choice Movie Award du meilleur film de famille
Le Critics' Choice Movie Award du meilleur film de famille (Broadcast Film Critics Association Award for Best Family Film) est l'une des récompenses décernées aux professionnels de l'industrie du cinéma par le jury de la Broadcast Film Critics Association depuis 1998.
Elle n'est plus remise depuis 2008.

## Palmarès

### Années 1990
1998
- Anastasia

1999
- 1 001 Pattes (A Bug's Life)

### Années 2000
2000
- Ciel d'octobre (October Sky)

2001
- Mon chien Skip (My dog Skip)

2002
- Harry Potter à l'école des sorciers (Harry Potter and the Philosopher's Stone)
  - Spy Kids

2003
- Harry Potter et la Chambre des secrets (Harry Potter and the Chamber of Secrets)

2004
- Pirates des Caraïbes : La Malédiction du Black Pearl (Pirates of the Caribbean: The Curse of the Black Pearl)
  - Harry Potter et la Chambre des secrets (Harry Potter and the Chamber of Secrets)

2005
- Neverland
  - Les Désastreuses Aventures des orphelins Baudelaire (Lemony Snicket's A Series of Unfortunate Events)
  - Spider-Man 2

2006
- Le Monde de Narnia : Le Lion, la Sorcière blanche et l'Armoire magique 
  - Charlie et la Chocolaterie
  - Dreamer : Inspiré d'une histoire vraie (Dreamer: Inspired by a True Story)
  - Harry Potter et la Coupe de feu

2007
- Le Petit Monde de Charlotte (Charlotte's Web)
  - Les Mots d'Akeelah
  - Flicka
  - Lassie
  - Pirates des Caraïbes : Le Secret du coffre maudit (Pirates of the Caribbean : Dead Man's Chest)

2008
- Il était une fois (Enchanted)
  - À la croisée des mondes : La Boussole d'or (His Dark Materials: The Golden Compass)
  - August Rush
  - Hairspray
  - Harry Potter et l'Ordre du phénix (Harry Potter and the Order of the Phoenix)